# Pietra di Shabaka

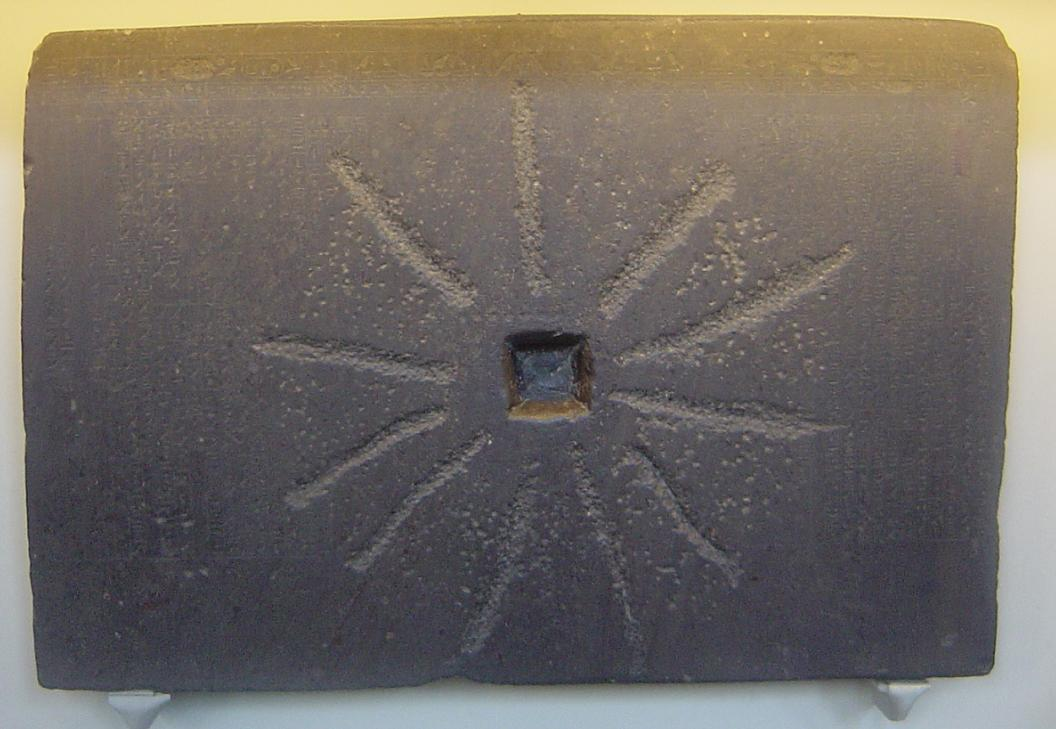
Shabaka Stone in mostra al British Museum. La pietra misura.

La pietra di Shabaka, a volte Shabaqo, è una reliquia incisa con un antico testo religioso egiziano, che risale alla venticinquesima dinastia egizia. Negli anni successivi, la pietra fu probabilmente usata come una macina, motivo per cui i geroglifici sono parzialmente danneggiati. Questo danno è stato amplificato da altre deturpazioni intenzionali, lasciando l'iscrizione geroglifica in cattive condizioni.

## Provenienza

### Origini storiche
Originariamente eretta come monumento permanente nel Grande Tempio di Ptah a Memphis alla fine dell'ottavo secolo a.C., la pietra fu ad un certo punto rimossa (per ragioni sconosciute) per essere portata ad Alessandria. Da lì fu trasportata con una nave della marina da Alessandria in Inghilterra. Fu riportata poi come zavorra, insieme ad un capitello di una colonna egizia, frammenti di un capitello greco-romano in basalto nero, due frammenti di architrave in quarzite di Senwosret III e una statua inginocchiata di granito nero di Ramesse II. Nel 1805, la pietra fu donata al British Museum da George Spencer, 2º conte Spencer (1758-1834), che fu Primo Lord dell'Ammiragliato e dal 1794 fu il fiduciario del museo. Nel 1901 la pietra fu decifrata, tradotta e interpretata per la prima volta dall'egittologo americano James Henry Breasted. Il monumento è rimasto al museo fino ai giorni nostri. [2]

### Datazione
L'introduzione della pietra afferma che si tratta di una copia del contenuto sopravvissuto di un papiro in decomposizione, pieno di vermi, trovato dal faraone Shabaka nel Grande Tempio di Ptah. Homer W. Smith fa risalire il testo originale alla Prima dinastia, definendolo "la più antica testimonianza scritta del pensiero umano".
James Henry Breasted, Adolf Erman, Kurt Sethe e Hermann Junker hanno tutti datato la pietra all'Antico Regno. La pietra è arcaica, sia linguisticamente (la sua lingua è simile a quella usata nei testi piramidali dell'Antico Regno) sia politicamente (allude all'importanza di Menfi come la prima città reale). In quanto tale, Henri Frankfort, John Wilson, Miriam Lichtheim ed Erik Iverson hanno anche valutato che la pietra provenisse dall'Antico Regno. Tuttavia, Friedrich Junge e la maggior parte degli altri studiosi hanno sostenuto che il monumento fu prodotto durante la venticinquesima dinastia. Oggi, si ritiene che non può precedere la XIX dinastia.

## Composizione
La stele è di circa larga 137 centimetri, con l'altezza del lato sinistro stimata a 91 centimetri e il lato destro circa 95 centimetri. La superficie scritta è di 132 centimetri in larghezza e in media 66 centimetri in altezza. Il foro rettangolare al centro è di 12x14 centimetri, con undici linee radianti di lunghezza compresa tra i 25 e i 38 centimetri. L'area della superficie completamente usurata misura 78 centimetri.
Nel 1901, James Henry Breasted identificò la pietra come una lastra rettangolare di granito nero. Mentre altri studiosi ipotizzavano che il monumento fosse una lastra o un basalto o una pietra di conglomerato, una recente analisi di uno scienziato del British Museum ha rivelato che la pietra era una breccia verde proveniente da Wadi Hammamat. [12]

## Contenuto
Il testo comprende due parti principali con una breve introduzione e un riassunto finale. La prima parte riguarda l'unificazione dell'Alto e del Basso Egitto. Ptah lavora attraverso Horus per realizzare questa unificazione. L'altra è una storia della creazione, la Teologia Memphite o Dramma Memphite, che stabilisce Ptah come il creatore di tutte le cose, compresi gli dei.
Il testo sottolinea che è a Memphis che ha avuto luogo l'unificazione dell'Egitto. L'iscrizione afferma anche che questa città fu il luogo di sepoltura di Osiride, dopo che si lasciò andare a riva.

### Introduzione e Titolarità del re
La prima riga scritta della pietra presenta il quadruplo titolo reale del re: "L'Horus vivente: che prospera le due terre; le Due Donne: chi prospera le due terre; il re dell'Alto e del Basso Egitto: Neferkare; il figlio di Re: [Shabaka], amato da Ptah, che vive come Re per sempre." I primi tre nomi sottolineano la manifestazione del re come un dio vivente (in particolare Horus dalla testa di falco, dio patrono dei re egiziani), mentre gli ultimi due nomi (il nome del trono del re e il nome della nascita) si riferiscono alla divisione dell'Egitto e unificazione.
La seconda riga scritta è un'introduzione, afferma che la pietra è una copia del contenuto sopravvissuto di un papiro mangiato dal verme che Shabaka trovò mentre stava ispezionando il Grande Tempio di Ptah.

### L'unificazione dell'Egitto
Le righe da 3 a 47 descrivono l'unificazione dell'Alto e del Basso Egitto sotto il dio Horus a Memphis. Il testo in primo luogo dichiara la supremazia politica e teologica del dio mempita Ptah, re sia dell'Alto che del Basso Egitto, e il creatore dell'Enneade. L'iscrizione descrive quindi come Horus, come manifestazione di Ptah, inizialmente governa il Basso Egitto mentre il suo rivale Set governa l'Alto Egitto. Tuttavia, Horus riceve l'Alto Egitto da Geb, diventando l'unico sovrano del paese.

### La teologia memphita
Le righe da 48 a 64 raccontano il mito della creazione noto come teologia menfita. Ptah, il dio protettore di artigiani, metalmeccanici e architetti era visto come un dio creatore, un divino artigiano dell'universo che era responsabile di tutta l'esistenza. La creazione fu dapprima un'attività spirituale e intellettuale, facilitata dal cuore divino (pensiero) e dalla lingua (parola) di Ptah. Quindi, la creazione divenne un'attività fisica svolta da Atum, che, creato dai denti e dalle labbra di Ptah, produsse l'Enneade dal suo seme e dalle sue mani. [18]

### Sommario
Le righe da 61 a 64 riassumono il testo nel suo insieme. [14]

## Scopo
Secondo Ragnhild Bjerre Finnestad, ci sono tre teorie sul possibile scopo del testo di Shabaka:
1. Affermare la supremazia del sistema teologico menfita sull'Eliopoli
2. Rivendicare l'egemonia di Memphis e il suo sacerdozio su Eliopoli e il suo sacerdozio
3. Presentare un'ontologia.

Essendo un testo del tempio, scritto e sistemato nel tempio di Ptah, è probabile che la Pietra di Shabaka servisse a uno scopo religioso, di culto e teologia, collocando il soggetto in una cornice di riferimento cultuale.

## Danno
Dal buco rettangolare al centro della pietra sporgono strisce ruvide radiali, che hanno distrutto l'iscrizione entro un raggio di 78 cm, misurato dal centro della pietra. Secondo la letteratura secondaria sul monumento, questo danno si è verificato perché la pietra è stata riutilizzata come mola. Il riferimento più antico che parla dell'uso della pietra come mola si trova nella mostra del British Museum del 1821. Tuttavia, la pietra avrebbe potuto invece essere il fondamento di qualcosa di rotondo, forse una colonna o un pilastro.
Alcune parti della pietra furono tagliate intenzionalmente durante il periodo dinastico. Ciò includeva il nome di Seth (linea 7), un dio che fu condannato durante questo periodo. Inoltre, Psamtik II o Psamtik III hanno cancellato il nome proprio e il nome del trono di Shabaka dalla pietra. Psamtik III incise quindi il suo nome sulla pietra, ma il suo nome fu a sua volta cancellato dai persiani durante la loro conquista.